# Saint-Sigismond, Vendée

Saint-Sigismond este o comună în departamentul Vendée, Franța. În 2009 avea o populație de 413 de locuitori.